# Vlad Muțiu
Vlad Ionuț Muțiu (sinh ngày 2 tháng 2 năm 1995) là một cầu thủ bóng đá người România thi đấu ở vị trí thủ môn cho Dinamo București.